# Albert Förster (Steinmetz)
Albert Förster (* 1832 in Saubsdorf, Österreichisch-Schlesien; † 1908) war ein Steinmetz und Begründer der Granitindustrie im Sudetenland. Er wurde 1901 zum Hofsteinmetzmeister ernannt. Seine Nachkommen entwickelten die von ihm gegründete Firma weiter, die in den 1930er Jahren zu einem der größten Steinmetzbetriebe im deutschsprachigen Raum wurde.

## Firmengeschichte
Nach der Erlernung des Steinmetzberufs in Troppau (Opava) machte sich Albert Förster ohne Gesellen in Zuckmantel (Zlaté Hory) selbständig. Anschließend leistete er 16 Jahre Militärdienst und eröffnete 1867 in Zuckmantel mit vier Gesellen einen Steinmetzbetrieb. Durch seine fachliche, organisatorische und kaufmännische Kompetenz entwickelte er dieses Unternehmen mit Hauptsitz in Zuckmantel nach und nach mit mehreren hundert Beschäftigten zu einem der größten Steinmetzbetriebe in Österreich-Ungarn. Neben seinem Standort in Zuckmantel besaß er Werke und Steinbrüche in Friedeberg (Žulová), Gurschdorf (Skorošice), Setzdorf (Vápenná), Rotwasser (Stará Červená Voda), Groß-Kunzendorf (Velké Kunětice), Saubsdorf, Niklasdorf (Mikulovice), Endersdorf (Ondřejovice – ein Ortsteil von Zuckmantel) und in Oberlindewiese (Lipová-Lázně).
Er war der Erste, der den schlesischen Granit mit Maschinen polierte und den anfallenden Steinabfall im Steinbruch zu Pflastersteinen erfolgreich verwertete. Er erkannte rechtzeitig, dass mit der althergebrachten Steinmetzausbildung, die sich auf das Herstellen von Steintreppen, Grabsteinen und Viehtrögen in Schlesien beschränkte, die sich entwickelnden Bauaufgaben der Gründerzeit nicht zu bewältigen waren und setzte sich für die Gründung einer Ausbildungsstätte für Steinmetzen in Friedeberg ein. Er stellte von 1886 bis 1909 der Staatsfachschule für Steinbearbeitung in Friedeberg Räumlichkeiten in seinem Steinwerk in Friedeberg großzügig zur Verfügung. Die Schule wurde 1909 nach einer staatlichen Übernahme in einem eigenen neu erbauten Schulgebäude untergebracht.
Für seine Leistungen wurde ihm 1901 der Titel Hofsteinmetzmeister verliehen. Als er 1908 starb, übernahm sein Sohn Wilhelm den Betrieb, der früh 1909 verstarb. Seine Söhne Edgar und Walter übernahmen nun die Firma, die 1938 zirka 1.800 Arbeiter und Angestellte in mehreren Betrieben und Steinbrüchen im Bezirk Freiwaldau beschäftigte und einer der größten Steinmetzbetriebe in Deutschland war, die es je gab.
Nach dem Zweiten Weltkrieg existierte die Firma in Salzburg in Österreich als Albert Förster OHG, Natursteine, Bau- und Industriebedarf mit einem Steinwerk weiter und brach in Steinbrüchen Untersberger Marmor.